# Tinj
Tinj je naselje u Zadarskoj županiji. Smješteno je u zadarskom zaleđu između Biograda i Benkovca, i sastavni je dio općine Benkovac. 

## Zemljopis
Čine ga 4 zaselka - Barkanja, Gradina, Selo, Varoš i Zagradine.

## Stanovništvo
| broj stanovnika | 225   | 249   | 198   | 179   | 219   | 315   | 315   | 394   | 534   | 619   | 701   | 784   | 733   | 775   | 551   | 530   | 543   |
|                 | 1857. | 1869. | 1880. | 1890. | 1900. | 1910. | 1921. | 1931. | 1948. | 1953. | 1961. | 1971. | 1981. | 1991. | 2001. | 2011. | 2021. |

## Gospodarstvo
Okolica Tinja je bogata vinogradima, maslinicima, uzgoju badema i smokava. Stanovnici Tinja bave se voćarstvom i povrtlarstvom. Poznati su specijaliteti pršut, divenice krvne i mesne, janjetina i tučevina (puretina). Poseban način spremanja jela je pečenje ispod peke. U Tinju djeluje Poljoprivredna zadruga „Maraška”.

## Povijest
Mjesto se prvi put spominje 1069. godine kao mons Tini u jednoj povelji kralja Petra Krešimira IV. To su ostatci kule srednjovjekovnog kaštela Gradina koji se i danas vide. Uz kulu je naslonjena crkva sv. Ivana Krstitelja. U davnini taj se kaštel zvao Tynun. Tinj se spominje 1125. godine kao posjed benediktinske opatije sv. Ivana u Biogradu. Opatica zadarskog samostana sv. Tome apostola Bora prema presudi iz 1164. godine svjedoči da njezin samostan posjeduje neku zemlju pod brdom Tinjom. Za vrijeme Ciparskog rata (1570. – 1573.) Tinj je pao u ruke turskih osvajača (Ferhad-beg Sokolović). 
Kao najstariji sakralni objekt Tinja navodi se prema dokumentima crkva sv. Ivana Krstitelja na starodrevnoj Gradini u ispravi iz 1194. godine. S vremenom je ona dotrajala i 1817. godine podignuta je nova. Staru crkvu sv. Ivana Krstitelja pobunjeni Srbi i JNA 18. rujna 1991. teško su oštetili, opljačkali i na kraju zapalili. Zalaganjem župljana i Zadarske nadbiskupije obnovljena je nakon rata. Nova crkva sv. Paškvala s 19 metara visokim zvonikom sagrađena je u razdoblju 1974. – 1976. radom župljana i župnika don Tita Šarina. Posvećena je 10. listopada 1976. godine. U Domovinskom ratu pobunjeni Srbi su i tu crkvu sravnili sa zemljom. Crkva u poslijeratnom razdoblju nije obnovljena. Groblje se nalazi oko stare crkve sv. Ivana Krstitelja. Župna kuća podignuta je 1820. godine, obnavljana 1904. godine i nakon završetka Domovinskog rata za vrijeme kojeg je spaljena.
Tinj je za vrijeme Domovinskog rata bio pod okupacijom (Gradina, Zagradina i Selo) dok je Varoš Jurjevića ostao neokupiran. Za vrijeme rata srušena je crkva sv. Paškvala. U poslijeratnom razdoblju nije došlo do iseljavanja u veće sredine (Zadar, Šibenik, Zagreb, Rijeka).

## Znamenitosti
- Nova crkva sv. Paškala. crkva svetog Ivana Krstitelja.

## Kultura
- KUD Sidraga - izvodi orzenje, oblik ojkanja[4]